# Gustav Steinbrecher
Gustav Steinbrecher (* 3. Februar 1876 in Groß Beckern bei Liegnitz; † 30. Januar 1940 im KZ Mauthausen) war ein deutscher Buchdrucker, Arbeitersekretär und sozialdemokratischer Minister.

## Leben und Werk
Der gelernte Schriftsetzer arbeitete in Liegnitz, Wien und Breslau. Im Jahre 1910 ging er mit seiner Familie nach Braunschweig, nachdem er zum zweiten Arbeitersekretär des dortigen Gewerkschaftskartells gewählt worden war. Er gehörte 1917 zu den Mitbegründern der MSPD und stand deren Ortsverein von 1918 bis 1920 vor. Zuvor hatte er sich für die Abspaltung vom radikalen Parteiflügel, der späteren USPD, ausgesprochen.

### Braunschweigischer Landesminister
Von 1918 bis 1933 war Steinbrecher Abgeordneter im Braunschweigischen Landtag. Von Februar bis April 1919 war er Landesminister für Schule und Kirche, anschließend Minister für Arbeit im Kabinett Jasper (bis Juni 1920), im Kabinett Oerter (bis November 1921), im Kabinett Junke (bis März 1922), im Kabinett Antrick (bis Mai 1922) und im 2. Kabinett Jasper (bis Dezember 1924). Von 1925 bis 1927 war er erneut Vorsitzender des braunschweigischen Gewerkschaftsbundes. Nach dem Wahlsieg der SPD leitete er von Dezember 1927 bis Oktober 1930 das Innenministerium im 3. Kabinett Jasper. Im Jahre 1928 wurde die von Steinbrecher veranlasste Entlassung von politisch rechtsstehenden Beamten von den bürgerlichen Parteien kritisiert.

### Flucht und Verfolgung
Nachdem die NSDAP im Freistaat Braunschweig bereits seit September 1930 an der Landesregierung beteiligt war, kam es im März 1933 nach der „Machtergreifung“ zur Verhaftung und Misshandlung sozialdemokratischer Landtagsabgeordneter, die im Rahmen der „Mandatverzichtswelle“ zum Verzicht auf ihr politisches Mandat gezwungen wurden. Steinbrecher konnte der Verfolgung durch seine Flucht nach Hamburg im März 1933 entkommen, von wo er im September nach Kopenhagen ausreiste. Anfang 1935 kam er nach Hamburg zurück, wurde dort am 11. Juni 1936 verhaftet und anschließend in Braunschweig inhaftiert. Von Juni 1936 bis September 1939 befand er sich im KZ Dachau in Haft, bevor er in das KZ Mauthausen verlegt wurde. Zwangsarbeit in den Steinbrüchen und eine Ruhrerkrankung führten zu seinem Tod am 30. Januar 1940.
Sein Sohn Kurt (* 1908) war vor 1933 und nach 1945 ebenfalls SPD-Mitglied.
In Braunschweig, Seesen und Helmstedt wurden Straßen nach Steinbrecher benannt.